# Archosargus
Archosargus is een geslacht van vissen uit de vissenfamilie zeebrasems (Sparidae), uit de orde baarsachtigen (Perciformes).

## Soorten
- Archosargus pourtalesii (Steindachner, 1881)
- Archosargus probatocephalus (Walbaum, 1792) – Schaapskopzeebrasem
- Archosargus rhomboidalis (Linnaeus, 1758)